# Ligue Braille

Ancien logo de la ligue Braille.

La Ligue Braille est une association belge sans but lucratif. Fondée en 1922, son but est de venir en aide aux personnes aveugles ou malvoyantes.

## Présentation

### Historique
Les débuts de la Ligue Braille datent de 1920. Elisa Michiels et Lambertine Bonjean, toutes deux aveugles, ont pour but initial de former une bibliothèque destinée aux personnes handicapées de la vue. Elles lancent un comité qui transcrit des textes en braille. La Ligue Braille se constitue ensuite en association sans but lucratif, dont les statuts sont publiés le 22 septembre 1922. Ils seront révisés en 1948 et le nom définitif est alors adopté : Ligue Braille – Institution nationale pour le bien des aveugles. 
La Ligue Braille se fixe pour but de venir en aide à toutes les personnes atteintes de cécité sans distinction de race, langue, opinion, dans toutes les circonstances et par tous les moyens à sa disposition. Progressivement, la Ligue se lance dans diverses campagnes de sensibilisation pour que les pouvoirs publics et privés prennent davantage en compte les capacités et besoins spécifiques des personnes aveugles et malvoyantes. Les personnes aveugles bénéficient ainsi de réductions dans les transports en commun à partir de 1930. La Ligue Braille lance à partir de 1948 la "Semaine de l'aveugle", l'actuelle "Semaine de la Ligue Braille" pour informer le public.
Des ateliers sont créés, le premier en 1929 étant un atelier de cannage, brosserie, vannerie et coupe de bois. L'accent est mis sur une plus grande autonomie des personnes handicapées visuelles : une section chiens-guides est créée en 1933, un service social en 1936 pour les accompagner dans leurs démarches et les informer. Dans les années 1960, la Ligue développe des services de formation : Service d’orientation et de formation professionnelle en 1961, centres de formation et de placement en 1969, francophone et néerlandophone.
Reposant initialement uniquement sur les dons, la Ligue Braille lance une tombola annuelle à partir de 1951. En 1990, les bénéfices de la Tombola permettent l'établissement du premier club Braille, destiné à favoriser l'intégration par le loisir. Différentes activités culturelles sont proposées une fois par mois. En 1953, la reine Elisabeth consacre le caractère national de l'œuvre en lui accordant son haut patronage.
En 2006, une fondation est créée pour soutenir les activités de la Ligue. La Fondation Ligue Braille est reconnue d’utilité publique par arrêté royal du 19 avril 2006. Ses buts sont sensiblement les mêmes que ceux de la Ligue Braille, s'y ajoutent un souci de prévention et une activité de soutien de la recherche en ophtalmologie. Chaque année la Fondation, épaulée par un comité scientifique composé des Professeurs responsables des 7 centres ophtalmologiques universitaires du pays, remet des prix afin de soutenir les travaux de recherche de jeunes ophtalmologues.

### Organisation
Le siège social de la Ligue Braille est situé à Bruxelles (rue d'Angleterre no 57) et elle est également présente à Ath, Charleroi, Libramont, Liège, Namur, Antwerpen, Geel, Gent, Hasselt, Kortrijk et Leuven. Plus d'une centaine de collaborateurs (assistants sociaux, ergothérapeutes, psychologues, orthoptistes, animateurs, formateurs, bibliothécaires...) et plusieurs centaines de volontaires de la Ligue Braille viennent en aide à plus de 15 000 personnes handicapées de la vue.
La Ligue est gérée par un organe d'administration de 13 membres (en 2024). Les différents présidents successifs de la Ligue furent Elisa Michiels (1920-1926), Cécile Douard (1926-1937), Henri Kleefeld (1937-1940), Gérard Borré (1940-1957), Achile Dyckmans (1957-1976), Jean-Paul Herbecq (1976-2002), Marc Giboux (2002-2011), Thierry Van Boxmeer (2011-2014) et Michel Berlo depuis 2014. Cinq sur les neuf étaient aveugles.
En 2024, l'apport des dons et legs représentait 76.9 % des besoins de la Ligue Braille, les activités propres 10.5 %, les recettes de la Tombola 1.2 %. Les subsides des pouvoirs publics ont donné 11.4 % des rentrées.

## Les services de la Ligue Braille[3]

### Vivre au quotidien

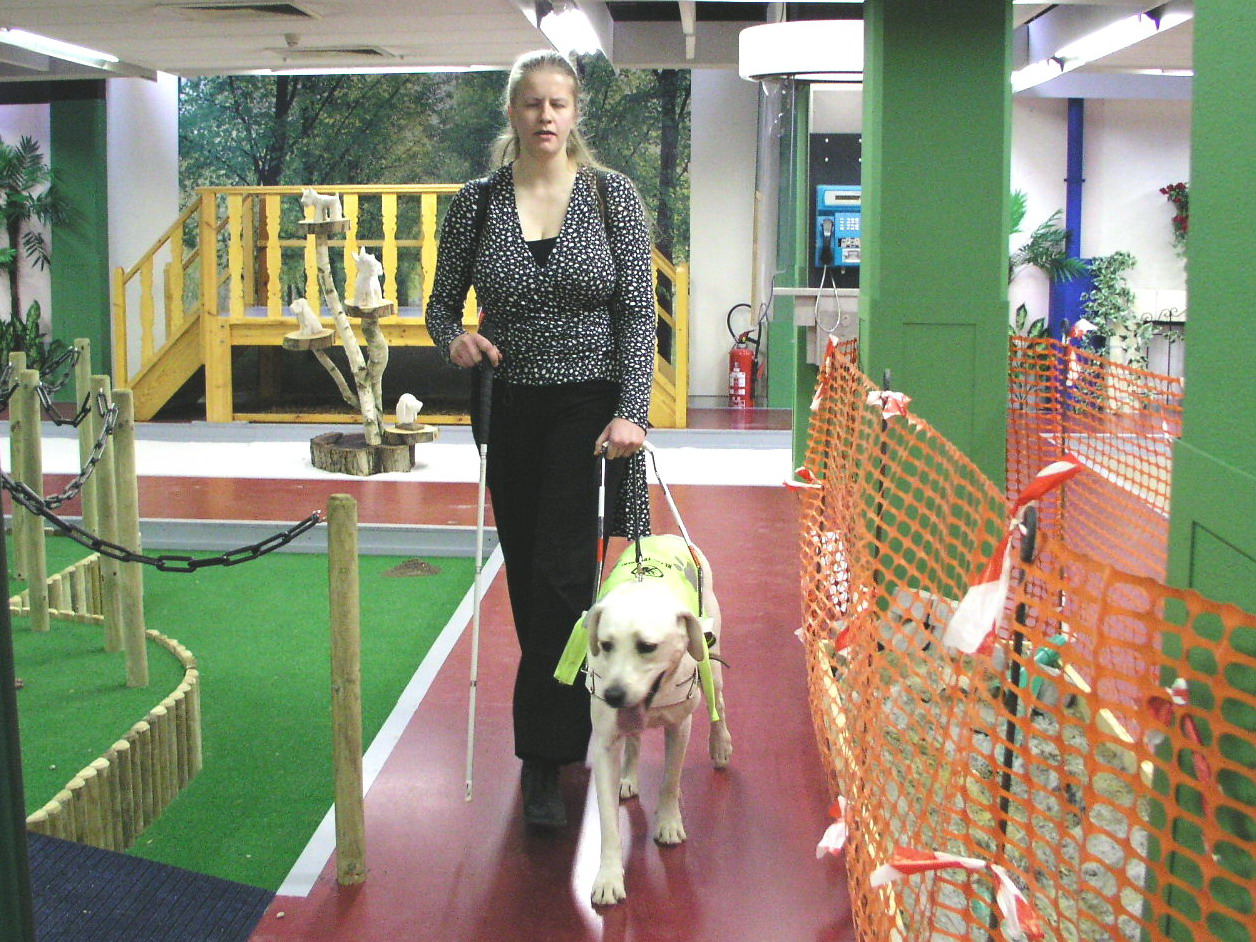
Une aveugle apprend à utiliser son chien-guide

Lorsqu'une personne aveugle ou malvoyante entre en contact avec la Ligue Braille, c'est par le biais du Service social. Ensemble, ils dressent un bilan de la situation et le service informe, conseille et aide la personne en matière d'avantages sociaux, de démarches administratives, d'allocations, etc. Les assistants sociaux rencontrent les personnes handicapées visuelles sur rendez-vous, à domicile ou dans les locaux de la Ligue Braille. Ils assurent également des permanences téléphoniques régulières. 
Les personnes aveugles et malvoyantes ont besoin de pouvoir être autonomes dans leurs activités quotidiennes. C'est ici qu'intervient le Service d’accompagnement. Les ergothérapeutes et autres professionnels enseignent les nombreuses techniques qui permettent à une personne aveugle ou malvoyante de cuisiner, s'habiller, manipuler les appareils ménagers, gérer son argent, effectuer les tâches ménagères ou s'occuper de son bébé, cela en toute sécurité.  
Le service propose aussi aux personnes déficientes visuelles de suivre des cours de braille et de dactylographie afin de pouvoir communiquer et se servir d'un ordinateur pour envoyer des mails, s'informer via Internet, rédiger des lettres, etc. 
Pour les personnes déficientes visuelles, se déplacer est indispensable, mais s'avère souvent difficile. La canne blanche et le chien-guide sont des aides précieuses, encore faut-il savoir s'en servir ! Cet apprentissage est dispensé par le Service d'accompagnement et les maîtres-chiens.

### Lire, jouer et se détendre
Dévorer le dernier roman à la mode, participer à un jeu de société, se rendre au Musée, autant d'activités qui semblent difficiles pour les personnes handicapées visuelles. 
Pour pallier cette difficulté et donner accès à la culture, la Ligue Braille possède une Bibliothèque qui propose des milliers de livres enregistrés sur CD, transcrits en braille ou en grands caractères. Une Ludothèque permet aux jeunes et moins jeunes aveugles et malvoyants d'emprunter des jeux adaptés à leur handicap. .
Des activités créatives, culturelles et de loisirs sont organisées dans tout le pays. Dans les Clubs Braille, les personnes aveugles et malvoyantes se retrouvent une fois par mois pour des activités de modelage, vannerie, perles, jeux de société, etc. Des animations culturelles – théâtre, conférence, concert... – et des excursions sont autant d'autres possibilités de découvertes et de rencontres. 

### Les aides techniques
Pour faciliter la vie des personnes aveugles et malvoyantes, de nombreuses aides techniques existent. Certaines sont des objets simples de la vie courante, d'autres sont beaucoup plus complexes et demandent un apprentissage spécifique. Toutes sont adaptées au handicap visuel,
Au Brailleshop, le magasin de la Ligue Braille, les personnes aveugles et malvoyantes peuvent se procurer des petites aides. Cannes blanches, balances de cuisine parlantes, téléphones et GSM adaptés, détecteurs de couleur, réveils parlants, montres tactiles, machines à écrire en braille en sont quelques exemples. Au total, ce sont plus de 500 articles sélectionnés qui peuvent être comparés et testés sur place avant d'être emportés.
Que ce soit à des fins privées, scolaires ou professionnelles, nombreuses sont les personnes aveugles ou malvoyantes qui utilisent un ordinateur. Celui-ci est équipé, selon le handicap, d'un logiciel d'agrandissement, d'une synthèse vocale ou d'une barrette braille. Quant aux vidéos-loupes ou scanners vocaux, ceux-ci permettent d'agrandir une lettre, un journal, une photo ou de lire les documents à haute voix. Le Service d'information sur les adaptations techniques apporte renseignements, conseils et modalités d'utilisation à toute personne intéressée par ces outils d'aide. Il peut aussi introduire une demande d'intervention financière auprès des organismes d'aide aux personnes handicapées. Une fois par an a lieu le Salon des aides techniques où sont présents tous les fournisseurs belges. C'est une occasion unique de découvrir, tester et comparer le matériel existant ainsi que les nouveautés. 

### S'orienter, se former, trouver un travail
Quel travail peut-on effectuer, quelle formation peut-on suivre lorsque l'on est aveugle ou malvoyant ? Ces personnes s'interrogent souvent sur leur situation de vie, leurs possibilités professionnelles, leur avenir. Les psychologues du Centre de consultation et d'orientation spécialisée les aident à trouver des réponses à ces questions, en tenant compte des possibilités et des limites de chacun.
Les personnes qui suivent des études peuvent faire appel au Service d'encadrement pédagogique pour être aidées de façon optimale : adaptations des notes de cours, soutien scolaire, etc. Pour acquérir ou conserver un emploi, des formations qualifiantes adaptées au handicap visuel sont dispensées au Centre de formation professionnelle : bureautique, langues, télémarketing, téléphonie, accueil, etc. Très individualisées, ces formations aident les personnes à accomplir leur projet professionnel. Le Service d’insertion professionnelle aide les personnes aveugles et malvoyantes à trouver ou à garder un emploi. Il informe également les employeurs quant aux possibilités d'embauche de ces personnes et à la plus-value qu'elles peuvent apporter à l'entreprise. 

### Sensibiliser et défendre
La Ligue Braille mène aussi des actions de sensibilisation du public au handicap visuel : dîners dans le noir, visites guidées de nos locaux, stands d'information, animations dans les écoles, campagnes médiatiques, etc. Par une approche interactive et ludique, ces actions permettent de dépasser les a priori liés à la cécité et à la malvoyance et de mieux faire comprendre les difficultés vécues par les personnes handicapées visuelles. 
Enfin, par ses démarches auprès des responsables politiques et sa présence dans les conseils consultatifs, la Ligue Braille veille à défendre les droits et à promouvoir l'intégration des personnes handicapées visuelles dans notre société.

## Site officiel
- www.liguebraille.be

## Référence
1. ↑  Ligue Braille, Rapport d'activités 2024, 2025 (lire en ligne), p. 2
2. ↑  Ligue Braille, Rapport d'activités 2024, 2025 (lire en ligne), p. 2
3. ↑  "Un autre regard sur la vie", brochure éditée par la Ligue Braille asbl